# オリンピック聖火

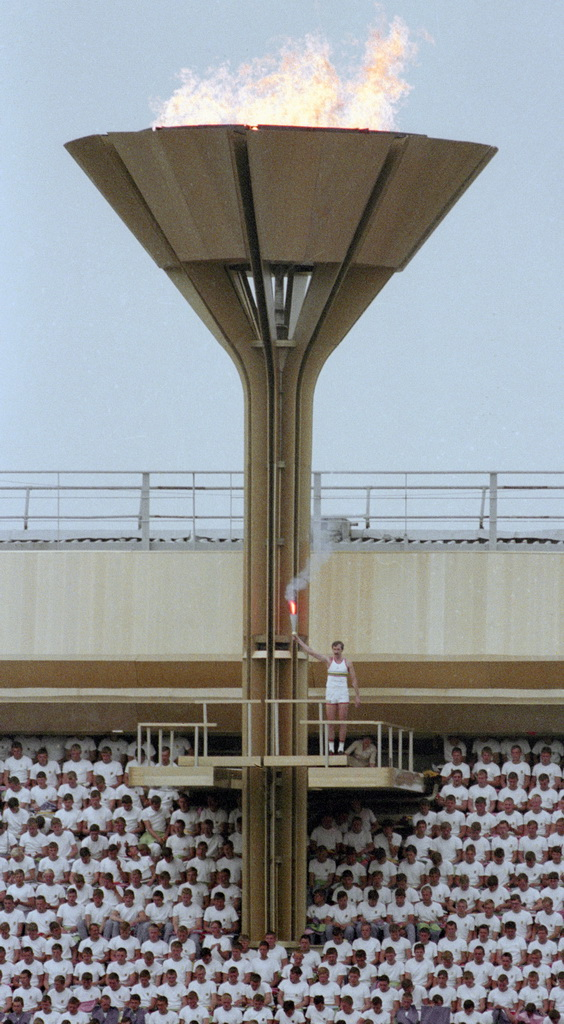
1980年モスクワオリンピックの聖火台。

オリンピック聖火（オリンピックせいか、独: Olympischer Fackellauf、英: Olympic Flame、仏: Flamme olympique）は、国際オリンピック委員会の権限の元、ギリシャのオリンピアでともされる火。オリンピックの象徴でもある。
オリンピック大会開催期間中、主競技場でともされ続ける。その起源は古代ギリシア時代に遡り、ギリシア神話に登場するプロメーテウスがゼウスの元から火を盗んで人類に伝えたことを記念して、古代オリンピックの開催期間中にともされていた。聖火は1928年アムステルダムオリンピックで再び導入されて以来、また聖火リレーは1936年ベルリンオリンピックで初めて導入されて以来、近代オリンピックの一部であり続けている。

## 採火と聖火リレー

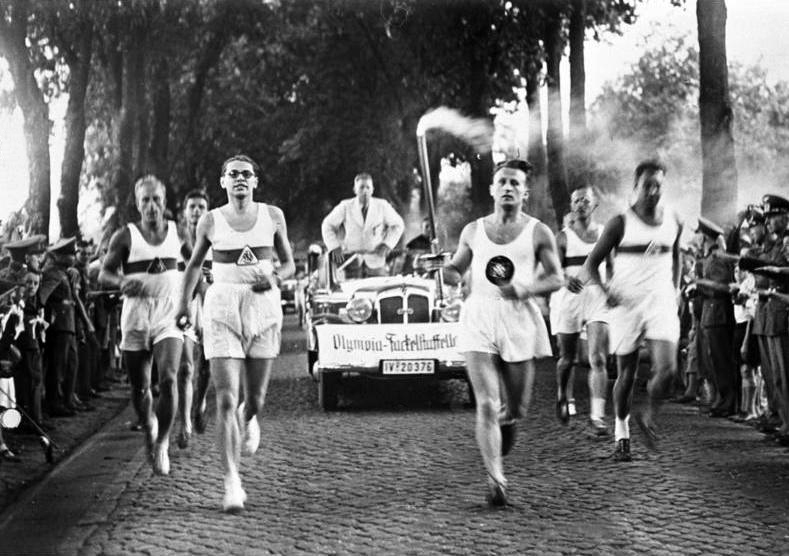
ベルリンオリンピックの聖火リレー

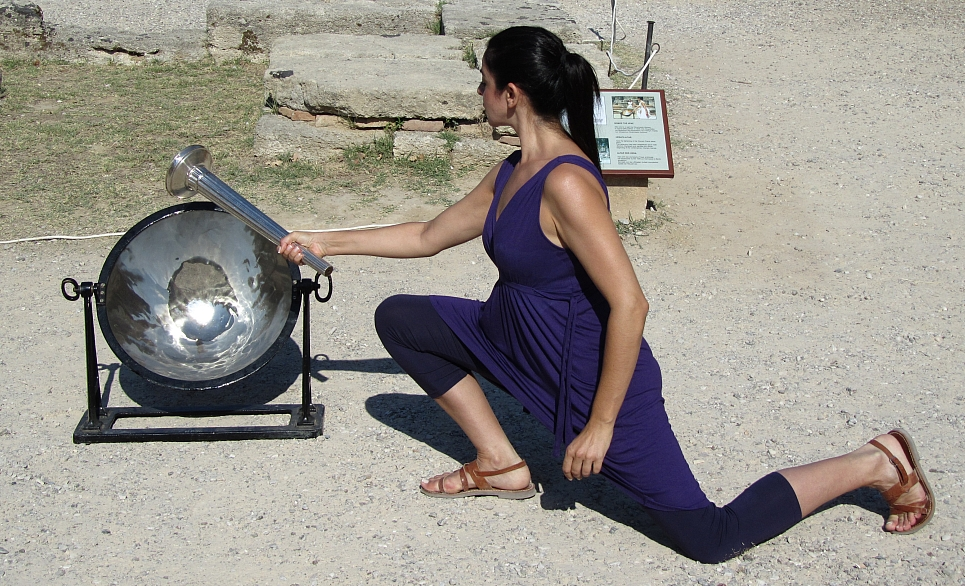
採火式のリハーサル（2010年）

聖火はギリシャのオリンピア遺跡で太陽を利用して採火され、聖火ランナーによってオリンピック開催地まで届けられる。オリンピックの開会式が行われる数か月前に、古代オリンピックが行われていたペロポネソス半島のオリンピアにおけるヘーラーの神殿跡で採火されている。聖火トーチへは、太陽光線を一点に集中させる凹面鏡に、炉の女神ヘスティアーを祀る11人の（女優が演じる）巫女がトーチをかざすことで火をつけている。
その後、聖火は聖火リレーによってオリンピック開催都市まで運ばれる。聖火ランナーには、スポーツ選手や有名人に加え一般人も参加している。聖火ランナーの第1走者はギリシャの人物が、第2走者は開催国の人物がそれぞれ務めることが慣例となっている。なお、2020年東京オリンピックの聖火リレーでは、2016年リオオリンピック射撃女子25mピストル金メダリストのアナ・コラカキが、女性として初の第1走者を務めた。
開会式当日、聖火リレーは大会のメイン会場となる競技場に設置された聖火台に点火される。
かつては最終ランナーが階段などで聖火台へ向かって走りより、トーチから聖火台に火を移すことが一般的であったがアーチェリーの矢、スキージャンパー、競技場に設置された花火など近年は様々な趣向が凝らされるようになってきている。多くの場合、最終ランナーや点火の「仕掛け」は最後の瞬間まで秘密にされ、一般的に開催国の有名スポーツ選手が務める。聖火台に火をともすことは、大変栄誉なことと考えられている。聖火はオリンピックの開会式で点灯されたのち、閉会式で消灯されるまで灯され続ける。
2014年大会までの過去の近代五輪の聖火リレーの燃料はすべて、プロパンガスともいわれる。2021年の東京オリンピック・パラリンピック聖火リレーでは聖火台と一部区間のトーチに福島県で作られた水素燃料が用いられた。

## 歴史
古代ギリシア人にとって、火はプロメーテウスが神々の元から盗んできたものだと考えられており、神聖なものだった。このため、火はオリンピアの多くの神殿に見られるのである。火はオリンピアにあるヘスティアーの祭壇で燃え続けた。オリンピック開催期間中は、ゼウスとゼウスの妻ヘラの神殿に火がともされ、ゼウスを称えた。近代オリンピックにおける聖火は、かつてヘラの神殿が建てられていた場所で採火されている。
近代オリンピックでは、1928年まで聖火は見られなかった。オランダの建築家のヤン・ヴィルスが1928年アムステルダムオリンピックにあたって、オリンピックスタジアムの設計に塔を取り入れ火が燃え続けるというアイディアを盛り込んだ。これが評価され、ヴィルスは建築部門で金メダルを受賞している。1928年7月28日、アムステルダム電気局の職員が地元ではKLMの灰皿として知られているいわゆる"マラソンタワー"と呼ばれる塔に最初の聖火をともした。この聖火というアイディアは熱い注目を浴び、オリンピックの象徴として取り入れられた。
その後、夏季オリンピックとしては1936年ベルリンオリンピックで、冬季オリンピックとしては1952年オスロオリンピックで聖火リレーが初めて導入され、以降の近代オリンピックにおける恒例行事となった。

### 夏季オリンピック

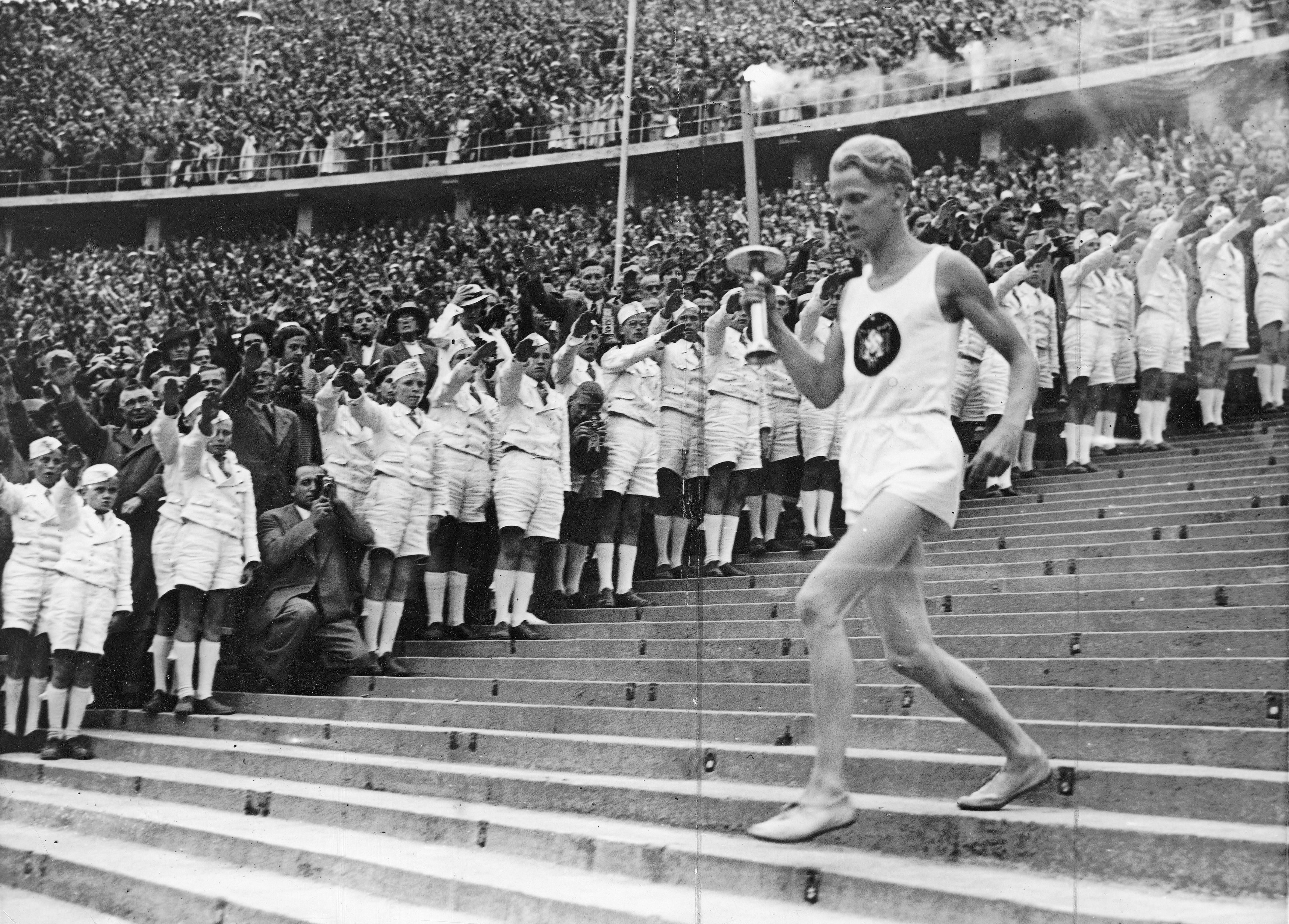
ベルリンオリンピックで最終聖火ランナーを務めたフリッツ・シルゲン

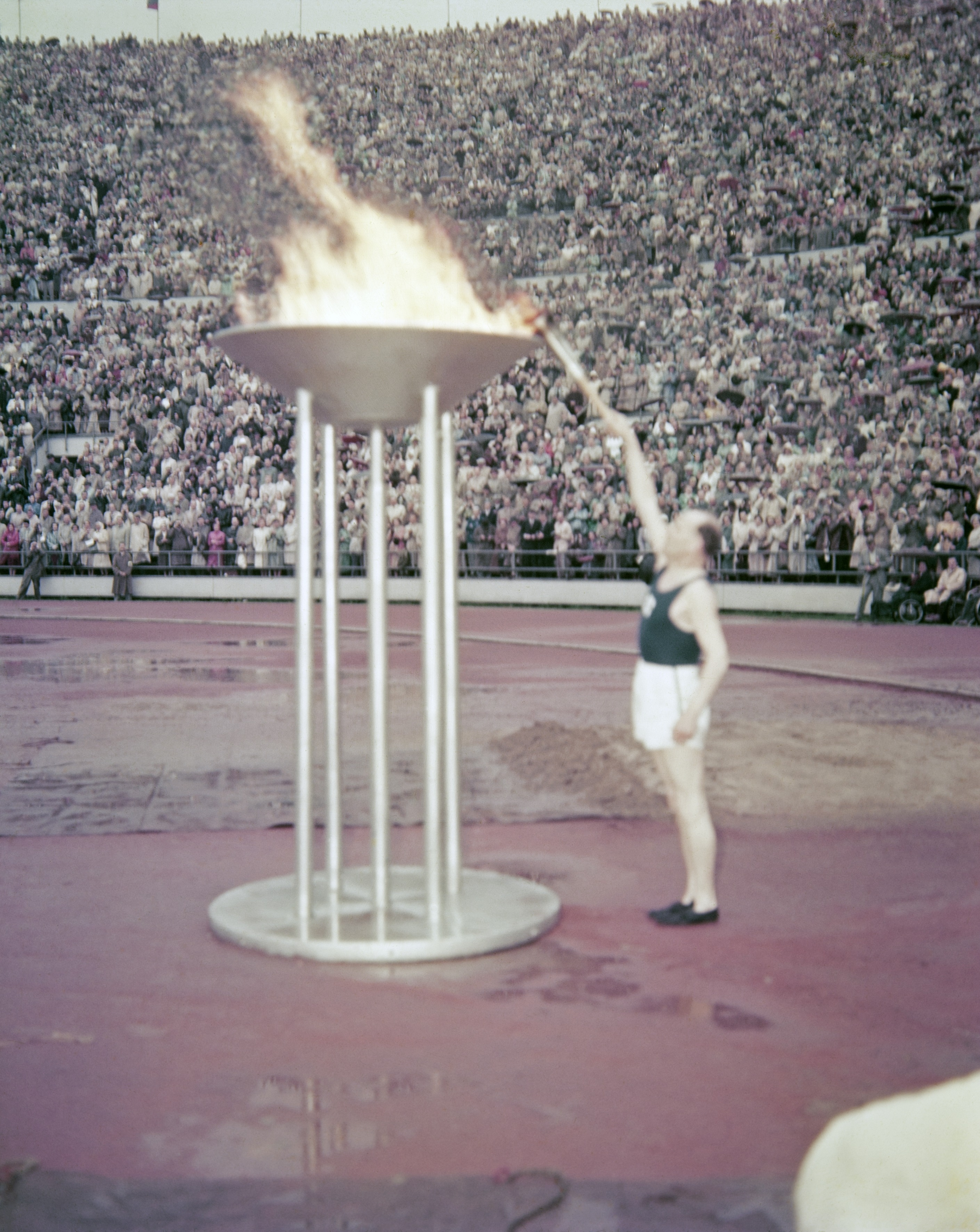
1952年ヘルシンキオリンピックで聖火を点火するパーヴォ・ヌルミ

1936年ベルリンオリンピックに際して聖火リレーを発案したのは、ドイツのスポーツ当局者でスポーツ科学者のカール・ディームであった。ギリシャで採火した聖火をベルリンまで運ぶという発想は、ゲルマン民族こそがヨーロッパ文明の源流たるギリシャの後継者であるというアドルフ・ヒトラーの思想に適った物でもあった。ギリシャのコンスタンティン・コンディリス（Konstantin Kondylis）を第一走者とし、3,000人以上のランナーが聖火をオリンピアからベルリンまで運んだ。ドイツの陸上選手だったフリッツ・シルゲン（Fritz Schilgen）が最終ランナーで、競技場で聖火をともした。それ以降、聖火リレーはオリンピックの一部となった。
1948年ロンドンオリンピックではイギリス海峡を渡るために初めて船が使われ、1952年ヘルシンキオリンピックでは初めて飛行機が使われた。1956年メルボルンオリンピックの際には、開催国であるオーストラリアの厳しい検疫の関係で馬術競技が隔離して開催され、馬術競技が開催されたストックホルムへは、馬に乗って聖火が運ばれた。
また回を経るごとに凝った演出が用いられ、1968年メキシコシティーオリンピックでは聖火が大西洋を渡る事になったが、その移動に船を利用し、その航路はコロンブスのアメリカ大陸行きルートをそのまま辿った。注目すべき輸送手段として、1976年モントリオールオリンピックの時には、聖火を電子パルスに変換する試みがあった。このパルスをアテネから衛星を経由してカナダまで送り届け、レーザー光線で再点火が行われた。他の輸送手段としては、ネイティブアメリカンのカヌーやラクダ、コンコルドも挙げられる。
2000年シドニーオリンピックではグレートバリアリーフの海中をダイバーによって移動され、史上初めての海中聖火リレーとなった。
2004年アテネオリンピックの時には、78日間にわたる初の世界規模の聖火リレーが行われた。聖火は、およそ11,300人の手によって78,000kmの距離を移動し、この中で初めてアフリカと中南米に渡り過去のオリンピック開催都市を巡り、2004年のオリンピック開催地であるアテネまで戻ってきた。
2008年北京オリンピックでは世界135都市を経由し、標高8848mで世界最高峰のエベレスト山頂を通過した。しかし、アルゼンチン・アメリカ・フランス・イギリス・オーストラリア・インド・日本・韓国など世界各国では中国のチベット弾圧に対する抗議デモなどの影響で三度ほど聖火を消したり、予定されていたルートを変更するなどの事態が続出した。また、長野市で聖火リレーが行われた日本では善光寺がスタート地点としての利用を取りやめにしたほか、公式スポンサーのレノボジャパン、日本サムスン、日本コカ・コーラ三社が広告掲示を取りやめるなど（三社ともチベット問題を理由とはしていない）、混乱が生じた。詳細は2008年北京オリンピックの聖火リレーを参照。
2009年3月26日、国際オリンピック委員会（IOC）は、北京オリンピックの聖火リレーが円滑に運営されなかったことを受け、今後の五輪開催に伴う聖火リレーは主催国内のみで行い、世界規模の聖火リレーを廃止することを決めた。
2016年リオデジャネイロオリンピックでは国内約270都市を経由したが資金難などで聖火リレーを辞退したり、一部で妨害などが発生した。

2020年東京オリンピックでは、全国47都道府県で2-3kmの区間でリレーを行い、その他の区間では車で聖火を運ぶ形式で聖火が運ばれることとなっている。リレーでの1人あたりの走行距離は200mとされ、2分間程度の時間で走ることが求められた。専用の衣装が用意され、伴走車とともに走る予定になっている。このため1964年の東京オリンピックでは10万人以上が必要であった走者が、1万人程度と大幅に減少している。なお車で運搬している時の聖火については非公開とされており、ルートも事前公表されていない。

### 冬季オリンピック

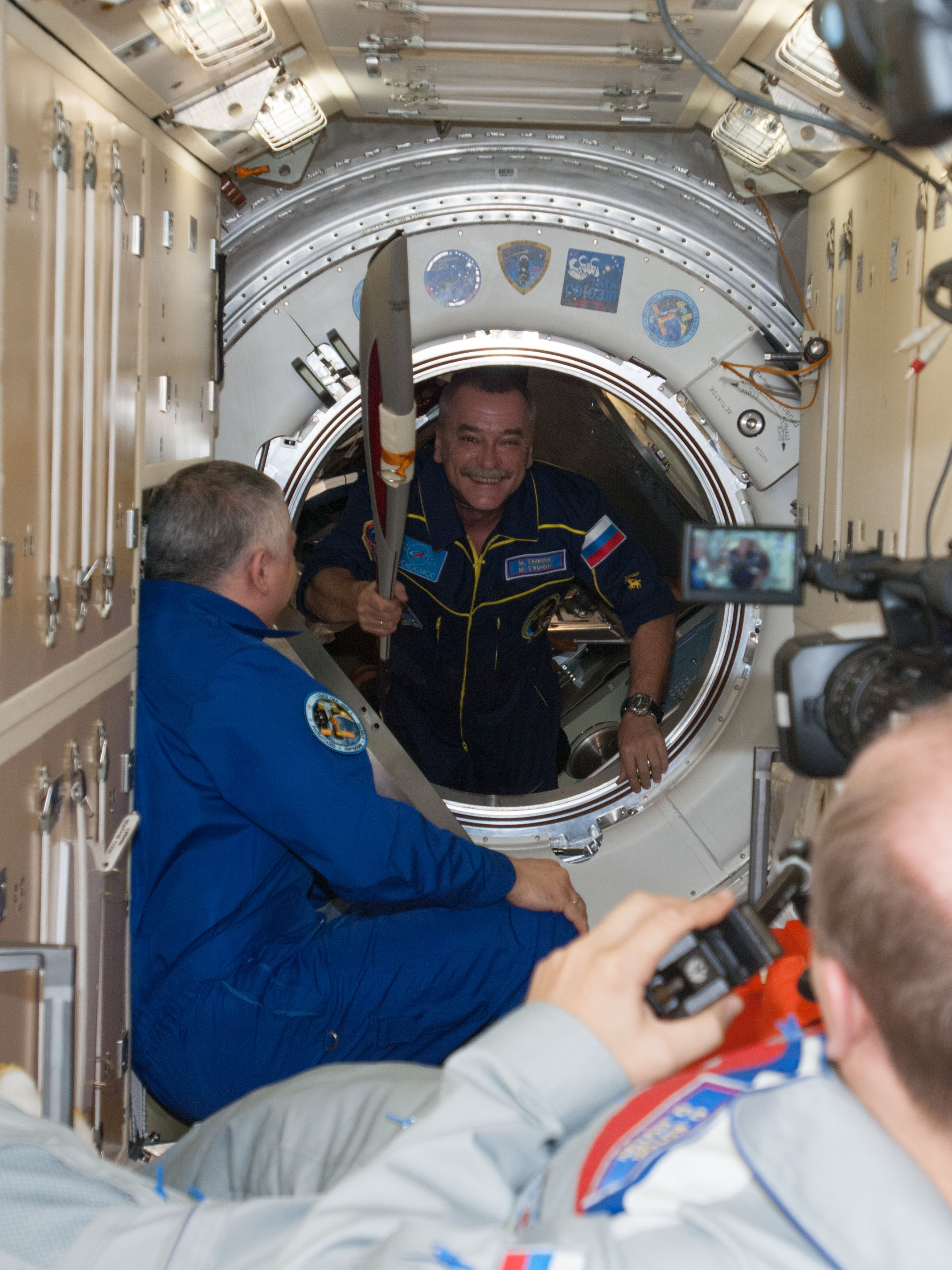
ソチオリンピックのトーチを持ったミハイル・チューリン宇宙飛行士

冬季オリンピックにおいては、最初の聖火リレーが行われたのは1952年オスロオリンピックだった。最初の聖火リレーの採火地はオリンピアではなく、ノルウェーのモルゲダールにある、スキースポーツの開拓者、ソンドレ・ノールハイムの家の暖炉であった。1960年と1994年の聖火もそこで採火された。
1956年の聖火リレーはローマからスタートとなった。
これらの年を除き、冬季オリンピックの聖火リレーはオリンピアからスタートしている。
1998年長野オリンピックではリレー用トーチの設計が悪く、特に前傾させると走行風で聖火が消えるトラブルが頻発した。火が消えないよう、垂直、あるいはやや後傾させた場合は燃料が垂れ、火傷の原因となるなど事前のテスト不足が指摘された。
2014年ソチオリンピックでは聖火が砕氷船で史上初めて北極点に運ばれた。また、ソユーズTMA-11Mによってトーチが国際宇宙ステーションに運ばれ、ロシア人宇宙飛行士2名がトーチを持って宇宙遊泳を行い、史上初の宇宙空間での聖火リレーが行われた。

## 歴代最終聖火ランナー
開催国を代表する優れた競技成績を持つ著名なアスリート（現役引退問わず）、有望な若手アスリート、開催国にとって象徴的な意味を持つ人物などが最終聖火ランナーとして選ばれることが伝統になっている。
著名でない人物の例としては、東京オリンピックの坂井義則（広島に原爆が投下された1945年8月6日、広島県三次市で生まれ、第二次世界大戦後の日本の復興を象徴）、1976年モントリオールオリンピックの二人のティーンエイジャー（一人はフランス語圏の出身者、もう一人は英語圏の出身者で、カナダの多文化主義を象徴）、2012年ロンドンオリンピックの7人の10代のアスリート（イギリスを代表する7人の元アスリートから「次代を担う若者」として指名され、イギリスの未来を象徴）などがある。

## 聖火台への点火

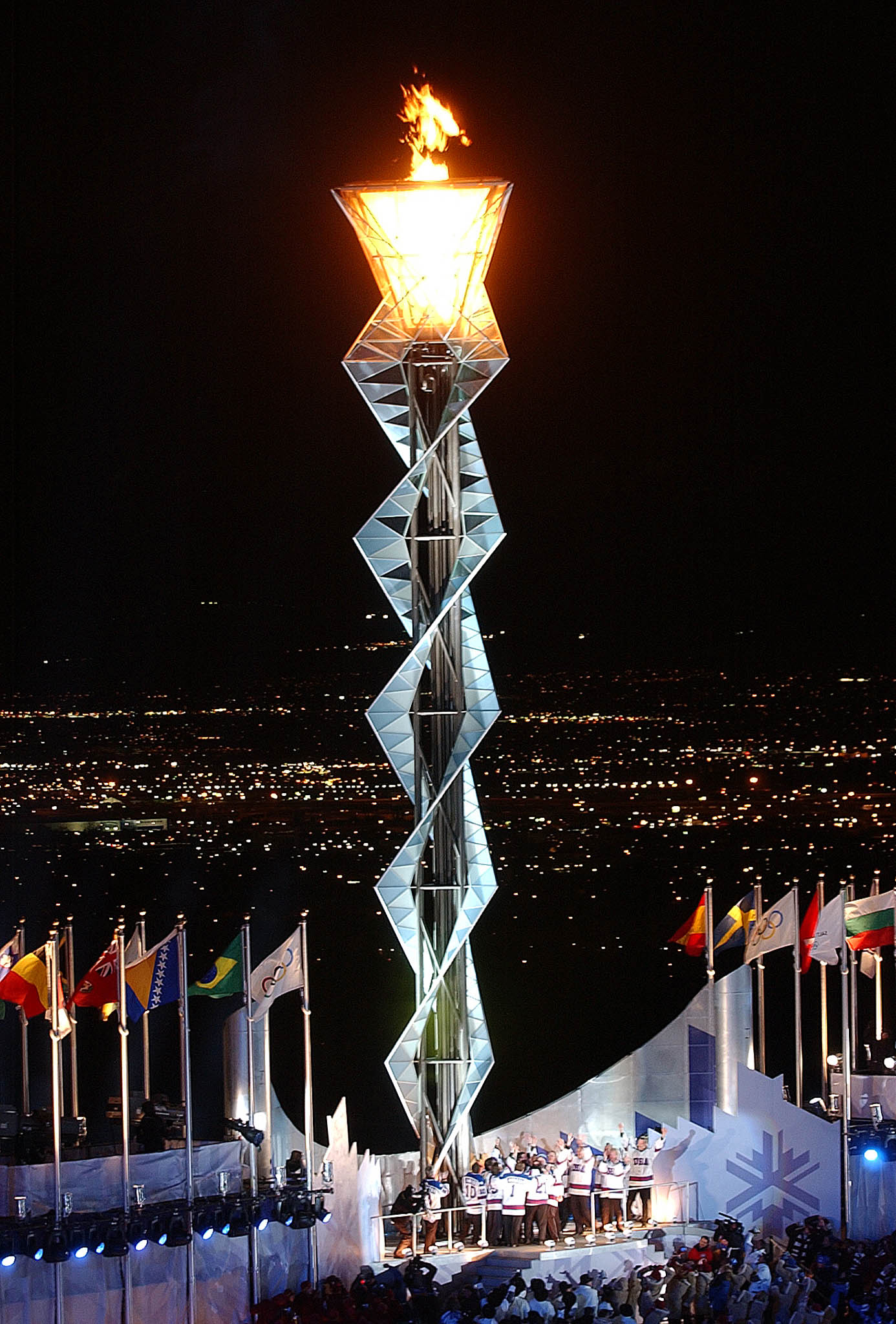
「氷上の奇跡」と言われた20人の1980年アメリカ・アイスホッケーチーム選手のうち17人が、2002年ソルトレークシティオリンピックの開会式でタワーの基部にある聖火台に点火すると、らせん型の塔を炎が上って行き、頂上で聖火として灯った。

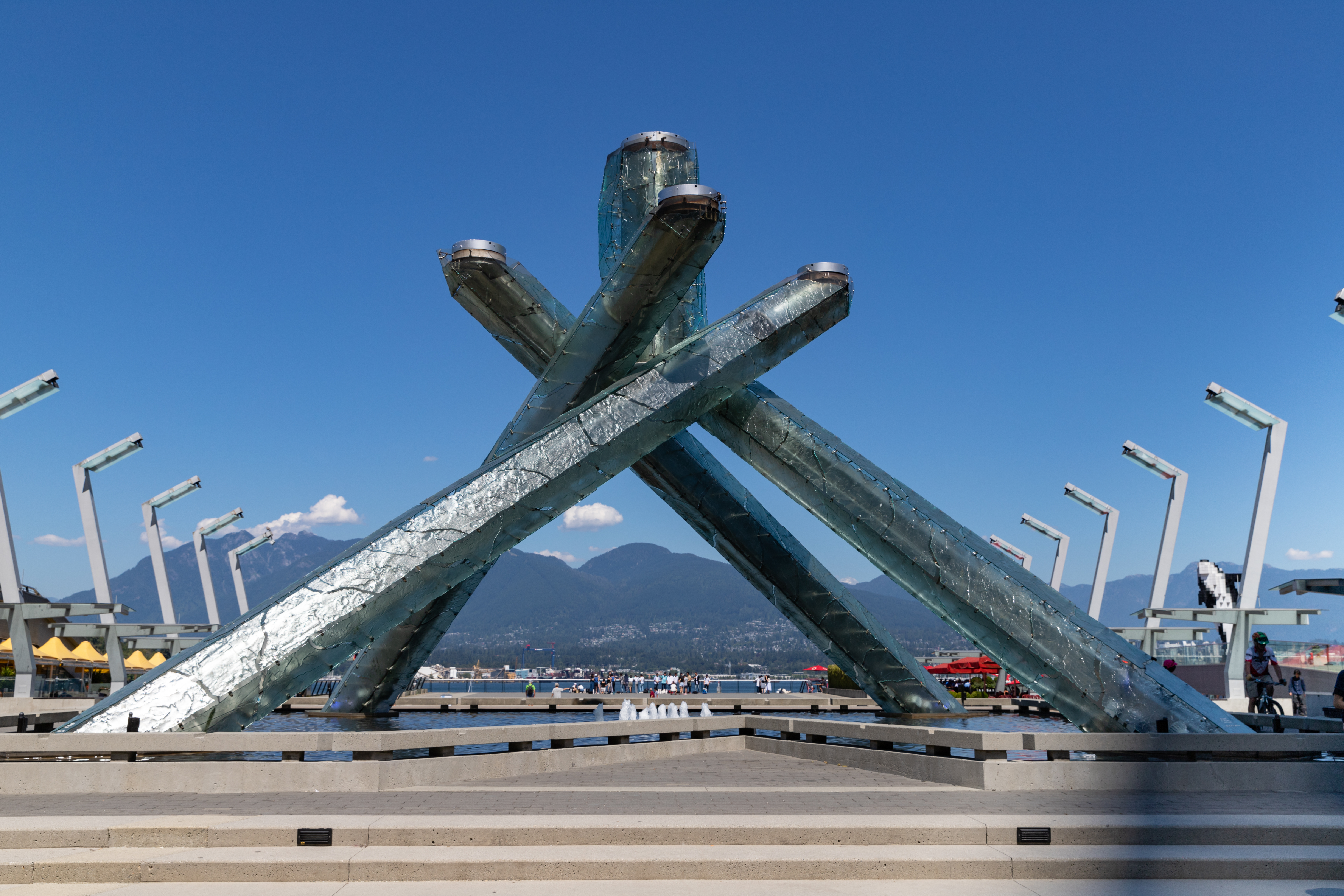
2010年バンクーバーオリンピックの聖火台

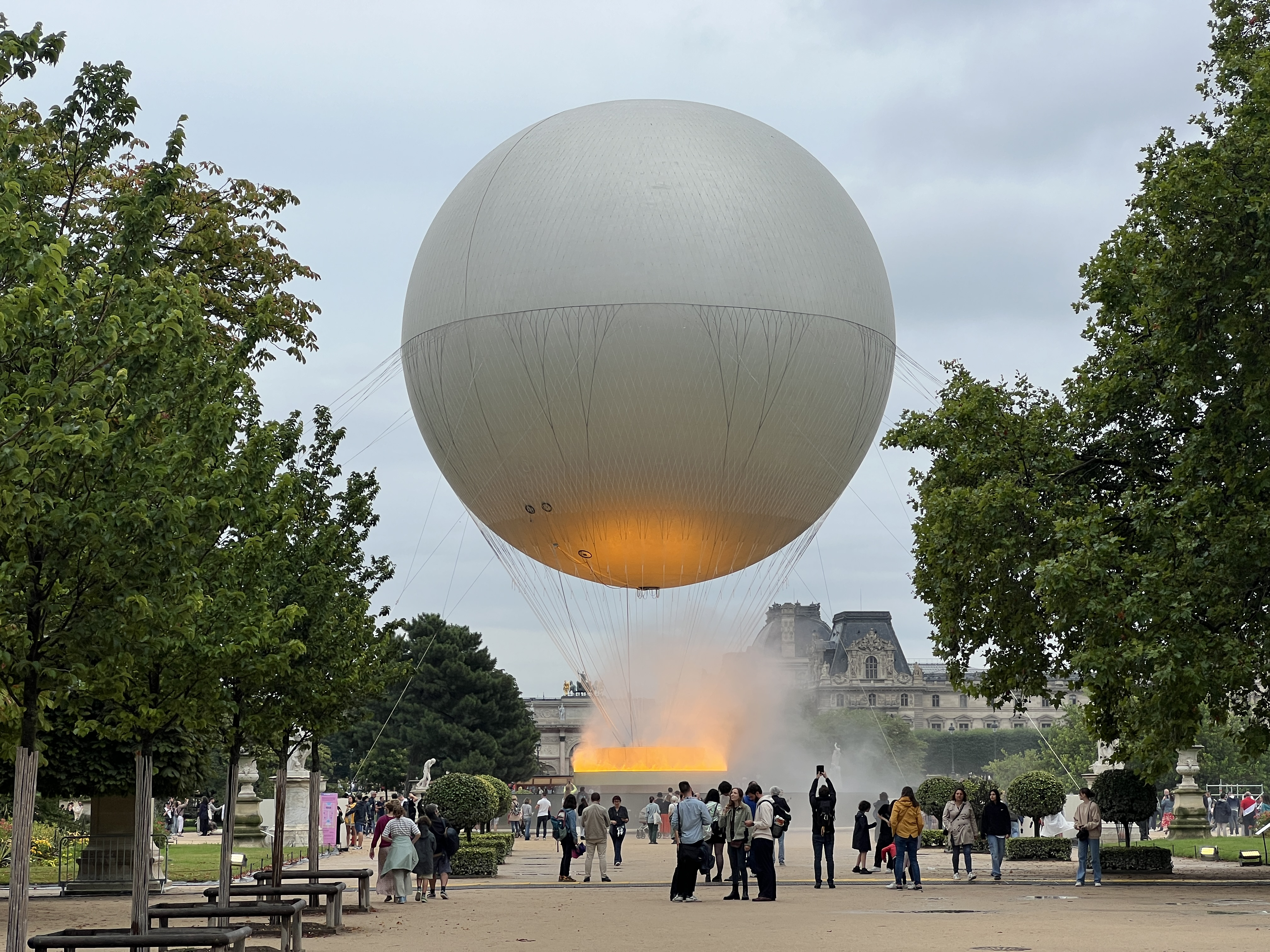
2024年パリオリンピックの聖火台

聖火が衆目を集める理由は、聖火台への点火が開会式のクライマックスとなることにもある。一方では、ショーアップのために点火の「仕掛け」が複雑化し、コストの上昇やトラブルをもたらす問題もあり、回を追うごとにエスカレートする演出には批判もある。事実、2012年のロンドン大会および2016年のリオ大会以降では派手さよりも発想の巧妙さを魅せる傾向が強く、さらに環境問題への配慮も兼ねて聖火台自体も争うように小さくなっている。
- 1992年のバルセロナ大会では、パラリンピックのアーチェリー選手アントニオ・レボジョが、スタジアムの端に位置する聖火台へ聖火のついた矢を飛ばし、聖火台上を通過し火がついた。
- 1994年のリレハンメル大会では、スキージャンパーによってスタジアムに聖火がもたらされた。
- 1998年の長野大会では開会式場の外側に立つ聖火台にどうやって点火するのか話題となったが、十二単をモチーフにした衣装を身にまとった伊藤みどりが会場内のエレベーターでせりあがり、聖火台に近づいて火をつけた。
- 2000年のシドニー大会では、池の中にフリーマン自身が入りトーチをぐるりと1周回して点火、その火が付いたリング上のオブジェがせり上がり最上部で聖火台にセットされた。
- 2002年のソルトレイクシティ大会では、「氷上の奇跡」と呼ばれたアメリカのアイスホッケーチームの20人中17人がトーチを持って聖火台の下にに火をつけた。火は上がっていき聖火台上部に火が灯る。
- 2004年のアテネ大会では、最終点火者が階段を登るのと同時にすらっと長い聖火台がお辞儀をするように下がってきてそこに点火する。
- 2006年のトリノ大会では、トンネル形のオブジェの目の前にベルモンド自身が立ち点火。スタジアム全体に花火が打ち上がり聖火台に火が点いた。
- 2008年の北京大会では、ワイヤーロープを繋いだ李寧が、スタンド最上段に張り巡らされた大型スクリーンの上を疾走するという演出を行い、聖火台直下にあった鉄パイプに点火した。火は鉄パイプを通り、中国の文様などが描かれた聖火台に火がついた。
- 2010年のバンクーバー大会では、地面から4本の雪をイメージした支柱が伸び4人のランナーが同時に点火する予定だったが、機械の故障で1本が上がらず3本で点火する形となった。しかし閉会式でこのハプニングを逆手に、ピエロがプラグを繋いで引き揚げるという演出がなされ、開会式では点火出来なかったカトリオナ・ルメイ・ドーンが点火している[11]。また、この大会では会場外の聖火台にも点火されている。
- 2012年のロンドン大会では、競技場の中央に長い棒が放射状に設置され、その先がカラーの花のようになった参加国の数と同じ204本の棒に点火。火が広がり全ての棒に火がつくとトーチが自動的に立ち上がり、すべてが垂直に起立して一つの巨大な聖火台を構成した。
- 2014年のソチ大会では、開会式会場の外、メダルプラザに聖火台が設置され、聖火台下の点火台に着火すると、炎が聖火台をせり上がり聖火が灯った。観客は聖火台が見えないため、花火で点火が知らされた。
- 2016年のリオデジャネイロ大会では開閉会式用聖火台がスタジアム内に、大会期間中に聖火を灯すための聖火台が屋外に設置された。開会式では球体のような小さな聖火台に点火され、上昇した聖火台が後ろの太陽をイメージしたオブジェと一体となって輝く太陽となり、会場に光を注ぐ演出がなされた。
- 2018年の平昌大会では聖火台の下の氷をイメージしたオブジェに点火すると、輪状の棒が伸びて直上の聖火台に火が灯った。
- 2020年の東京大会では、開閉会式用と大会期間用の聖火台がそれぞれ競技場内と屋外に設置された。富士山の上に球体が乗った形状をしており、点火の際に富士山が開き階段が出てきて、球体が花のように開いた。そこに大坂なおみが点火した。
- 2022年の北京大会では、参加国の書かれたプラカードを1つの雪の結晶にする演出がなされた。そして最終点火者が雪の結晶の中央に立ち、点火・・・ではなく火の灯ったトーチを中央に差し込むという初の演出が行われた。トーチを刺した雪の結晶はスタジアムの上に上がった。
- 2024年のパリ大会では、聖火台が熱気球になっており、点火すると気球が上昇し史上初の空中聖火台となった[12]。気球の直径は22m、高さ30m、点火部分の直径は7m。日中は地上に降ろされ、夜間は60m上昇し合計の高さは約90mとなる。この気球の「炎」はミストとLEDで演出されたものであり、聖火リレーで繋がれてきた聖火は気球のあるチュイルリー公園内にランタンに灯されて展示されていた。そのため、パリ大会の聖火台は気球をそれとみなし史上最大と考えることも、ランタンをそれとみなし史上最小と考えることもできるといえる。

## 聖火台
聖火台及びその支柱はユニークで大胆なデザインとされることが多く、これらは開会式の間に点火される方法にも関係している。1992年のバルセロナオリンピックでは、火をともすための火矢が聖火台に向かってアーチェリーから放たれた。1996年のアトランタオリンピックでは、聖火台は赤と金で飾られた芸術的な巻物のようだった。同年のパラリンピックでは、半身不随の登山家が聖火台から垂れ下がったロープを登って点火した。
建築家の伊東豊雄によると2016年時点で、複数回同一の都市で開催されたオリンピックを含めて同じ聖火台が2度使われた例は無いという。
国際オリンピック委員会（IOC）はガイドラインで、聖火台を「競技場の観客全てから見える場所に設置」「期間中は競技場の外にいる人々からも見えるように設置」と原則として定めているが、近年は例外も出ている。2012年のロンドンオリンピックでは点火後に競技場の観客席の前部に移設し、外からは見えない状態だった。

### 1964年東京オリンピックの聖火台

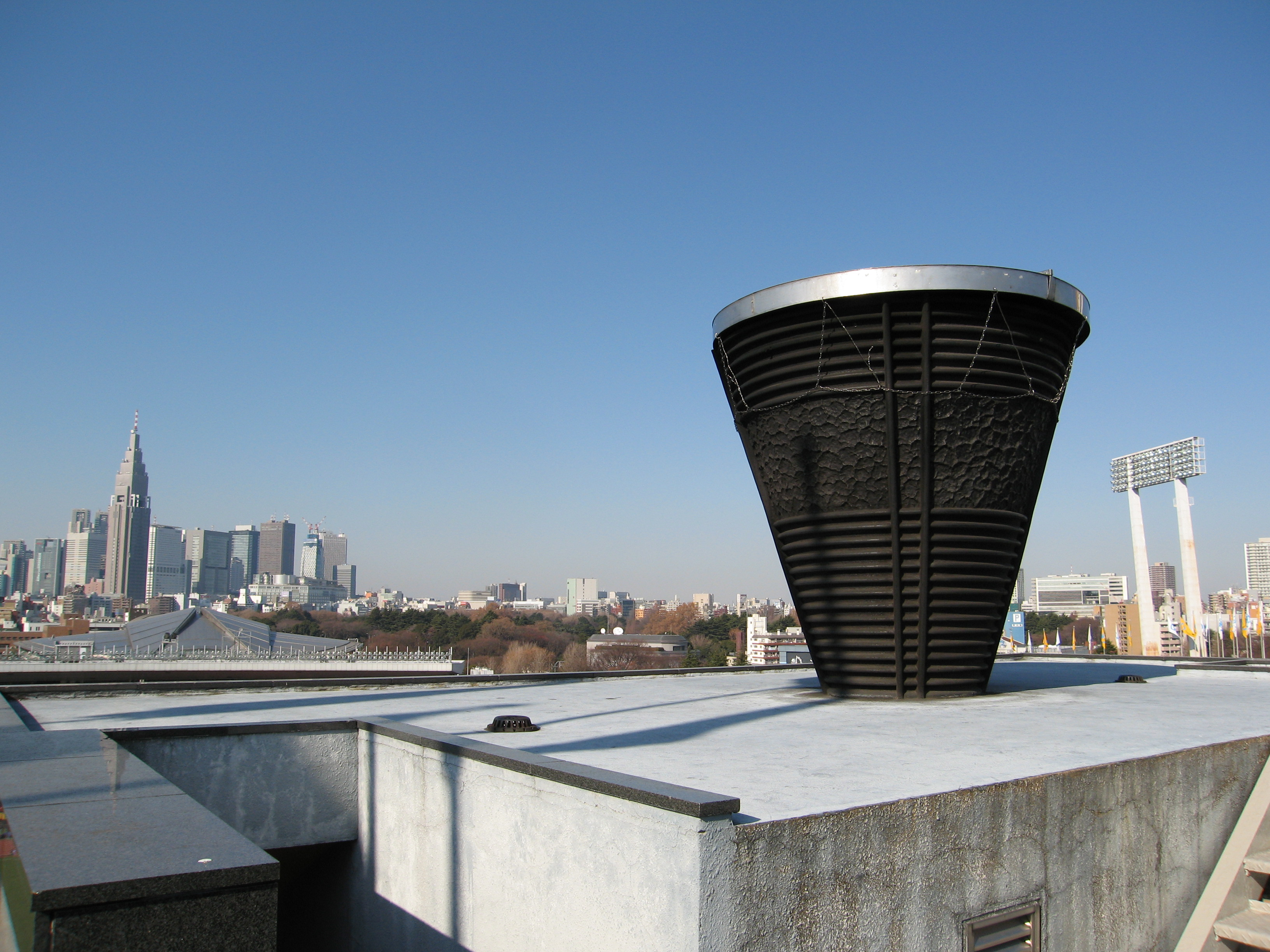
1964年東京オリンピックの聖火台

1964年東京オリンピックでは、その招致の前哨戦となる1958年の東京アジア大会の聖火台を再利用した。
大会組織委員会から、「納期3か月で製作費は20万円」という条件だった。これは、同様の物を造るとなると最低でも8か月かかるとされ、費用も相場の20分の1の価格であったため、大手企業から軒並み断られてしまった。組織委員会は、当時の川口市長大野元美に対し、アジア大会に間に合わせるため、聖火台の製作を依頼してきた。大野は、鋳物づくりの名工とうたわれた鈴木萬之助を指名した。だが、萬之助は第一線を退いたこともあり、萬之助の長男である鈴木幸一が「割に合わない」とこの依頼を断ったが、萬之助が「俺がやる。こういう仕事は損得を考えるな」と言って依頼を請け負った。
聖火台の製作に入った萬之助は、川口内燃機の社長であった岡村実平（後の川口市長岡村幸四郎の祖父）から作業場を借り受け、三男である鈴木文吾を誘い2か月後に鋳型を完成させたが、湯入れ作業で圧力に負けてボルトが吹き飛び、鋳型に穴が空いたことで爆発事故が起き、このショックと過労で8日後に萬之助は亡くなった。しかし、納期までは1か月を切っていたため、文吾は兄弟と萬之助の教えを受けた周囲の職人たちの協力のもと、不眠不休で第二の聖火台を製作して2週間の作業の後、何とか納期に間に合わせ、国立競技場の南側スタンド上部へ設置された。文吾は、「もし自分まで失敗したら腹を切って死ぬつもりだった」という。
この聖火台は東京アジア大会の物であるため、東京オリンピックでは新しい聖火台を製作することが決まっていた。だが、鈴木父子の話を聞いた河野一郎オリンピック担当大臣の英断により、オリンピック聖火台として正式採用されることとなり、オリンピックに向けて行われた拡張工事の際に増築されたバックスタンド上部へと移設された。
聖火台は高さ2.1 m、最大直径も2.1 mで重さは約4トン。設計・デザインは国立競技場の設計者でもある角田栄ほか4名によって行われ、20の横線は、東京アジア大会での参加国・地域の数、波模様は太平洋を表している。
この聖火台は、文吾の手により製作者名として父・萬之助の名を指す「鈴萬」の文字が彫り込まれ、国立競技場が解体されるまで置かれた。解体後、国立競技場建て替えの間は東日本大震災の被災地等に貸し出される事になった。2015年に宮城県石巻市に貸与され、石巻市総合運動公園に設置された。聖火台は2019年3月まで石巻市に展示され、その後は岩手県と福島県へ貸し出しが行われ、両県内を巡回した。そして、製造地である川口市に戻り、10月6日から2020年3月15日まで川口駅東口の川口駅東口公共広場（キュポ・ラ広場）で展示された。展示終了後は、 神奈川県内の工場で燃焼装置を交換するなどの修繕を行った後、6月9日に新国立競技場の東側ゲート正面に移された（当初は4月9日を予定）。 なお、一般公開は2021年に開催が延期された2020年東京オリンピック・パラリンピック終了後（当初は2020年7月以降を予定）となった。
その後、埼玉県から文吾にある依頼が来た。聖火を分火して競技会場に灯す会場に戸田漕艇場が選ばれたため、そのための聖火台を製作して欲しいと言うものだった。文吾は、国立競技場と同じデザインの物を3分の2の寸法で製作した。聖火を分火した他の競技会場ではメイン会場と異なるデザインの聖火台が製作されたが、この聖火台は唯一のメイン会場と同一デザインの聖火台となった。
また、萬之助の聖火台は川口市に引き取られて、市内の青木町公園の英霊記念碑の側に置かれている。2004年に修繕を行い、火を灯せるようになっている。2020年東京オリンピックの聖火リレーの埼玉県内の出発地としてこの場所が選ばれ、萬之助の四男である鈴木昭重が第一走者となる予定であったが、川口市が新型コロナウイルス等蔓延防止重点措置の対象地域とされた事により公道でのリレーが中止になり、萬之助の聖火台の前で出発記念式典が行われた。なお、昭重は埼玉県内の最終日のセレブレーションで、点火セレモニー（トーチキス）でトーチを持った。

## 炬火

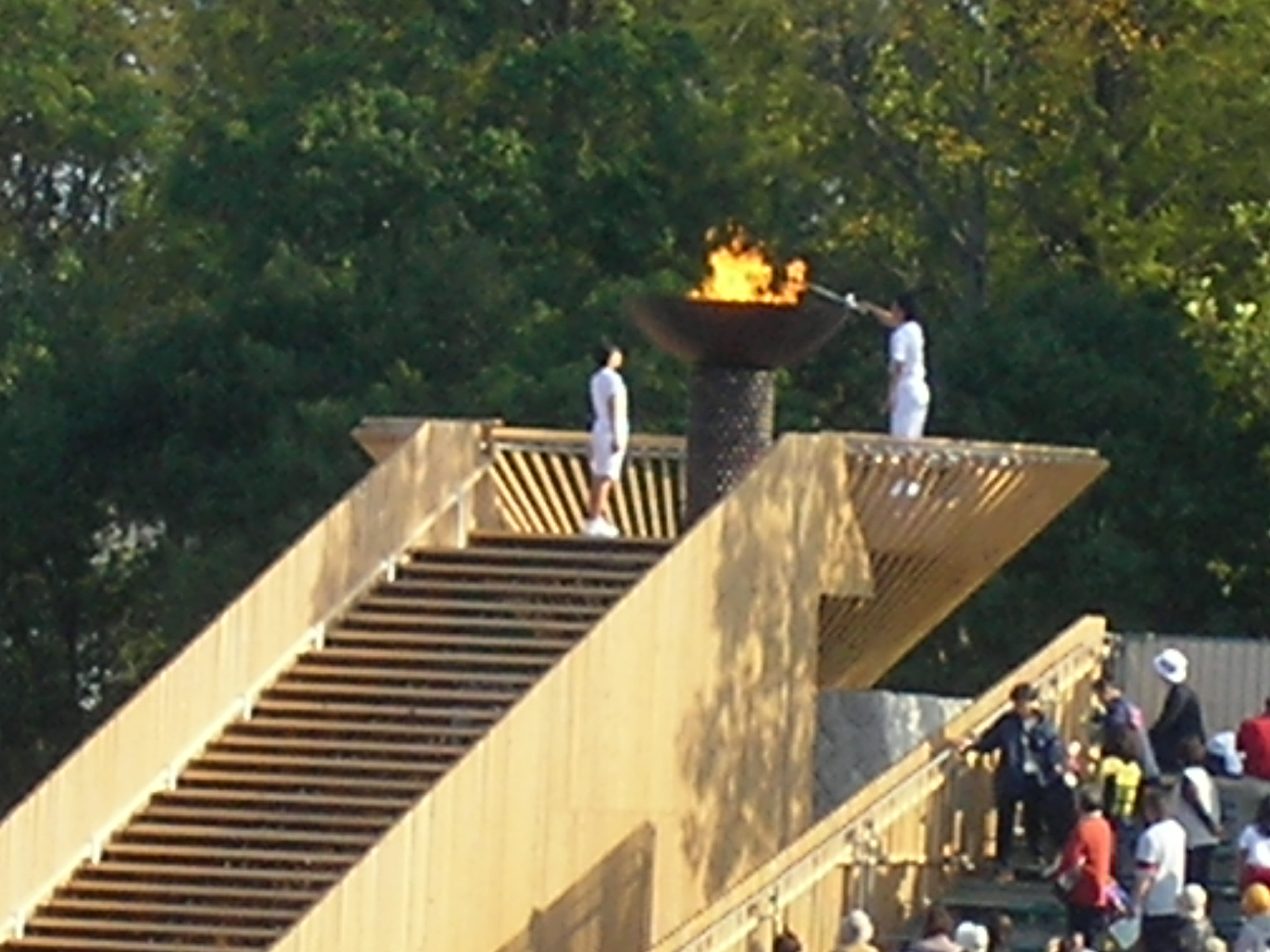
第60回国体総合開会式より。

炬火（きょか）とは松明（たいまつ）のことである。
日本では国民体育大会と全国健康福祉祭（ねんりんピック）において炬火リレーが行われている。
国民体育大会では開催地独自に採火されることが決まっていて、開催直前にひとつに集火され開会式において点火される。また、全国障害者スポーツ大会においても同様となる。
全国健康福祉祭では総合開会式場にて採火され、その場で炬火リレーが行われ三世代のランナーで炬火台に点火される（第17回群馬大会より）。
例外としては全国高等学校総合体育大会熊本大会2001ひのくに新世紀総体にて炬火が点火された。

### 炬火台
炬火台の点火方法は原則として炬火ランナー2名が階段に登り、その場で点火されるが、1998年のかながわ大会（横浜国際総合競技場）では史上初の8名による炬火点火が行われ、導火線を伝わった白煙の中からの勢いで炬火台に付いた。

## トーチ

### 夏季オリンピック
夏季オリンピックのトーチ
- 1936 ベルリン
- 1948 ロンドン
- 1952 ヘルシンキ
- 1956 メルボルン
- 1960 ローマ
- 1964 東京
- 1968 メキシコシティ
- 1972 ミュンヘン
- 1976 モントリオール
- 1980 モスクワ
- 1984 ロサンゼルス
- 1988 ソウル
- 1992 バルセロナ
- 1996 アトランタ
- 2000 シドニー
- 2004 アテネ
- 2008 北京
- 2012 ロンドン
- 2016 リオデジャネイロ
- 2020 東京
- 2024 パリ

### 冬季オリンピック
冬季オリンピックのトーチ
- 1952 オスロ
- 1956 コルティナ・ダンペッツォ
- 1960 スコーバレー
- 1964 インスブルック
- 1968 グルノーブル
- 1972 札幌
- 1976 インスブルック
- 1980 レークプラシッド
- 1984 サラエボ
- 1988 カルガリー
- 1992 アルベールビル
- 1994 リレハンメル
- 1998 長野
- 2002 ソルトレークシティ
- 2006 トリノ
- 2010 バンクーバー
- 2014 ソチ
- 2018 平昌
- 2022 北京